# 藤田進 (陸軍軍人)

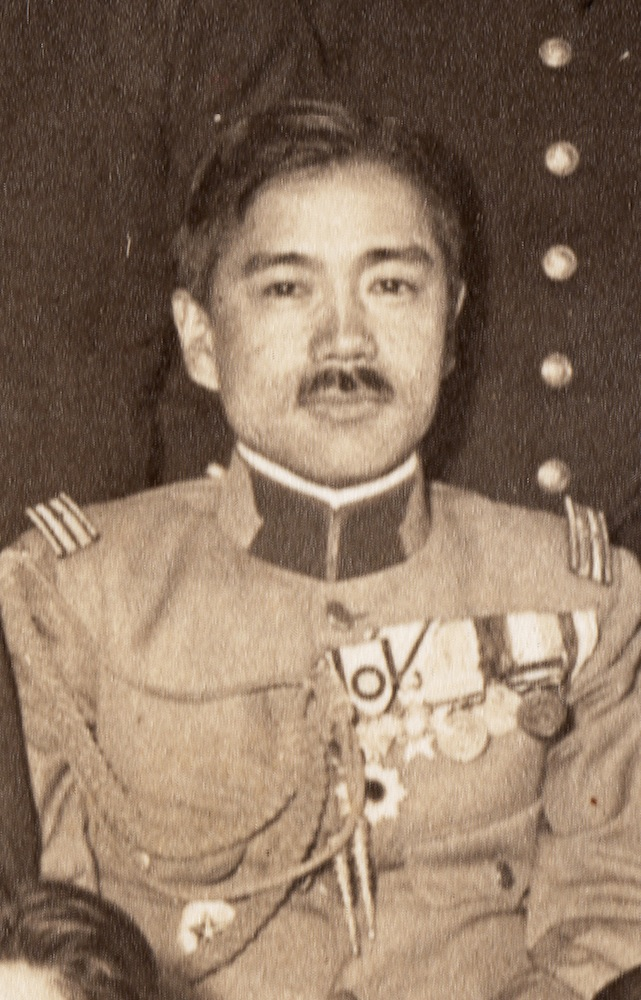
藤田進

藤田进（日语：藤田 進/ふじた すすむ，1884年12月21日—1959年2月7日），日本陆军军官，他所率军队是派遣上海作战的重要兵力，直接参加了淞沪会战。

## 生平
1884年，出生于石川县。
1904年，毕业于陆军士官学校。
1913年，毕业于陆军大学。
1919年，任参谋本部驻智利传令官。
1921年，任驻智利公使馆武官。
1922年，回国。
1925年，任步兵学校教官。
1929年，任第十九师团参谋长。
1932年，任步兵第三十二旅团长。
1934年，任独立混合旅团长。
1936年，任步兵学校校长。
1937年，任第三师团长，
1939年，任第十三军司令官。
1943年，任金泽师管区司令官。
1945年，被国民政府列为战犯。
1959年，死亡。